# Giancarlo Antognoni
Giancarlo Antognoni (* 1. April 1954 in Marsciano, Provinz Perugia, Italien) ist ein ehemaliger italienischer Fußballspieler.

## Karriere
Zu seinem ersten Fußballverein, dem piemontesischen Provinzclub Astimacobi aus Asti, stieß er bereits im Alter von 16 Jahren. In der ersten Saison absolvierte er sechs Spiele, doch bereits in seiner zweiten Spielzeit gehörte Antognoni zur Stammelf. Seine guten Leistungen sprachen sich herum, so dass er 1971 ins Aufgebot für ein Trainingslager der italienischen Juniorennationalmannschaft gerufen wurde. Da dieses in der Toskana durchgeführt wurde, waren Scouts der AC Florenz auf Talentsuche; diesen fiel Antognoni so nachhaltig auf, dass er im Sommer 1972 für 150.000 Lire von Astimacobi zur AC Florenz wechselte. Bereits in der ersten Saison setzte der damalige Trainer Nils Liedholm auf Antognoni und formte um ihn eine junge Mannschaft.
Giancarlo Antognoni spielte in der Folge 15 Jahre in Florenz und wurde hier mit 341 Einsätzen und 61 Toren zum absoluten Publikumsliebling. Durch seine anhaltend guten Leistungen wurde er 1974 mit 20 Jahren erstmals für den Kader der Nationalmannschaft berücksichtigt und debütierte am 20. November 1974 bei der 1:3-Niederlage in den Niederlanden. In der Folge übernahm er wie bei der  AC Florenz die Rolle des Spielmachers. 1981 erlitt er in einem Punktspiel einen doppelten Schädelbasisbruch. Antognoni rang mit dem Tod, konnte aber seine Karriere fortsetzen. Bei der Weltmeisterschaft 1982 hatte er großen Anteil am WM-Sieg Italiens, obgleich er das Finale aufgrund einer Verletzung, die er sich im Halbfinalspiel gegen Polen zugezogen hatte, verpasste. Sein letztes Länderspiel bestritt er 1983 gegen die ČSSR.
1987 entschied sich Antognoni, seine Fußballkarriere bei Lausanne-Sports in der Schweiz ausklingen zu lassen. Viele Fiorentina-Fans hielten ihrem Idol weiterhin die Treue und so kam es, dass Wagenladungen von Fiorentina-Fans jedes Wochenende in die Schweiz fuhren, um Antognoni spielen zu sehen. 1989 gab er im Stadio Artemio Franchi bei einem Benefizspiel zwischen der italienischen Weltmeistermannschaft von 1982 und einem internationalen All-Star-Team seinen Abschied.
Vor dem Spiel hielt er eine Rede, in der er erläuterte, dass er aufgrund der unglaublichen Unterstützung durch die Anhänger der Fiorentina die Angebote, die er von diversen italienischen Topklubs erhalten hatte, nie angenommen hatte, obwohl er dort die Möglichkeit gehabt hätte, Scudetti und internationale Trophäen zu sammeln. Das Publikum im Artemio Franchi brach mehrere Minuten lang in einen spontanen Applaus aus. Als Antognoni in der 73. Minute einen Elfmeter kunstvoll verwertete, explodierte die Stimmung ein weiteres Mal. Kurz vor dem Ende des Spiels ließ sich Giancarlo Antognoni auswechseln und verließ zum letzten Mal den Rasen, auf dem er während 15 Jahren das Spiel der AC Florenz geführt hatte und auf dem er zum Mitglied der Nationalmannschaft gereift war.
Giancarlo Antognoni gilt bis heute als einer der besten Spieler, die jemals die Farben der Fiorentina tragen durften. Mit seinen 341 Einsätzen ist er Rekordspieler dieses Vereins. In der Folge arbeitete er als Sportdirektor in Florenz.

## Erfolge
- Coppa Italia: 1974/75
- Weltmeister: 1982